# Lyndon Station
Lyndon Station és una població dels Estats Units a l'estat de Wisconsin. Segons el cens del 2000 tenia 458 habitants.

## Demografia
Segons el cens del 2000, Lyndon Station tenia 458 habitants, 213 habitatges, i 129 famílies. La densitat de població era de 88,9 habitants per km².
Dels 213 habitatges en un 24,9% hi vivien nens de menys de 18 anys, en un 44,1% hi vivien parelles casades, en un 9,4% dones solteres, i en un 39,4% no eren unitats familiars. En el 33,8% dels habitatges hi vivien persones soles el 16,9% de les quals corresponia a persones de 65 anys o més que vivien soles. El nombre mitjà de persones vivint en cada habitatge era de 2,15 i el nombre mitjà de persones que vivien en cada família era de 2,72.
Per edats la població es repartia de la següent manera: un 22,7% tenia menys de 18 anys, un 5,7% entre 18 i 24, un 26,4% entre 25 i 44, un 25,1% de 45 a 60 i un 20,1% 65 anys o més.
L'edat mediana era de 43 anys. Per cada 100 dones de 18 o més anys hi havia 95,6 homes.
La renda mediana per habitatge era de 27.059 $ i la renda mediana per família de 32.404 $. Els homes tenien una renda mediana de 28.000 $ mentre que les dones 22.426 $. La renda per capita de la població era de 16.127 $. Aproximadament el 6,9% de les famílies i el 9,7% de la població estaven per davall del llindar de pobresa.

## Poblacions més properes
El següent diagrama mostra les poblacions més properes.